# 普通铁线蕨
普通铁线蕨（学名：Adiantum edgeworthii），又称愛氏鐵線蕨，为铁线蕨科铁线蕨属下的一个种。